# یانگ ژوانژی
یانگ ژوانژی (انگلیسی: Yang Xuanzhi; ۱ ژانویهٔ ۰۴۰۱ – ۱ ژانویهٔ ۰۵۵۵) مترجم، و نویسنده بود. یک چینی مقام و مترجم متون بودایی ماهایانا به زبان چینی در طول توبا سلسله وی شمالی در دودمان‌های شمالی و جنوبی چین بود. او عمدتاً به‌عنوان نویسنده تاریخ معبد بودایی و صومعه‌ها لویانگ در استان هنان، در زمان پایتخت امپراتوری وی، به یاد می‌آید.
او گردآورنده گزارشی از تمام صومعه‌های وئویانگ است. انگیزه یانگ برای ارائه یک نمای کلی از پایتخت این بود که شهر در طول مبارزات جانشینی که با پایان دادن به سلسله وی شمالی رخ داد، با هدف حفظ خاطره ظاهر شهر در دوران شکوفایی آن بود. این شهر در زمان امپراتور امپراتور شیائوون 魏孝文帝 (r. 499-471) کاملاً ویران شد. در عین حال، کتاب او را می‌توان نقدی بر تجملاتی دانست که خاندان امپراتوری و خانواده‌های ثروتمند به جای سرمایه‌گذاری در امور اقتصادی و نظامی، برای مقاصد مذهبی هزینه می‌کردند.